# Sexo, pudor y lágrimas
Sexo, pudor y lágrimas es una película mexicana dirigida por Antonio Serrano, estrenada en 1999, distribuida por 20th Century Fox.
Considerada la primera película del Nuevo Cine Mexicano.

## Argumento
Seis personajes... cuatro de ellos forman dos parejas... pertenecientes a la clase media acomodada de México de finales del siglo XX, lidian con temas sobre el sexo, abuso en las relaciones, infidelidad, entre otros.
Tomás (Demián Bichir) regresa a la Ciudad de México después de un viaje de siete años por el mundo a visitar a sus mejores amigos Carlos (Víctor Hugo Martin) y Ana (Susana Zabaleta), una pareja de esposos que está pasando por problemas en su relación debido al contaste rechazo de Carlos para tener relaciones con Ana o su indiferencia hacia su relación. Ana es seducida por Tomás, su exnovio, lo que causa que Carlos expulse a Tomás de la casa, en vez de él, se va Ana a casa de su amiga Andrea en el departamento de a lado. Esto se convierte en una guerra de hombres contra mujeres cuando Miguel (Jorge Salinas) se muda con ellos y Ana al departamento de Miguel para unirse con Andrea (Cecilia Suárez) y María (Mónica Dionne) en su boicot en contra de los hombres debido al rechazo que Miguel le hizo después de no verla durante mucho tiempo. Tomás luego tiene una aventura con Andrea y es atrapado en el acto. Después de ver el vacío de su vida, acentuado por él haciendo una escena en un club nocturno local, Tomás declara su amor por Ana antes de aparentemente suicidarse entrando en el hueco de un ascensor.
La trama gira en torno a las relaciones interpersonales de un grupo de amigos que se ven envueltos en triángulos amorosos y conflictos emocionales los cuales exploran diferentes aspectos del amor, la pasión, sexo, depresión y amistad.

## Elenco
- Demián Bichir - Tomás
- Susana Zabaleta - Ana
- Víctor Hugo Martín - Carlos
- Cecilia Suárez - Andrea
- Jorge Salinas - Miguel
- Mónica Dionne - María
- Angélica Aragón - Mamá de Carlos

## Temáticas
La película aborda temas como la infidelidad, la pasión, la comunicación en las relaciones, el deseo y la confianza. También explora cómo el sexo y el pudor (o la falta de él) afectan las dinámicas entre las personas. 

## Recepción
Fue el segundo gran éxito del cine mexicano de la llamada Nueva Era, rompió récords de audiencia en México y se mostró en los cines por más de 27 semanas. Está basada en la obra de teatro del mismo nombre, de Antonio Serrano, que se presentó durante dos años. Recaudó, en total, 115 millones de pesos, y se convirtió, en aquel momento, en la tercera película más taquillera de México.  
"Sexo, pudor y lágrimas" fue un éxito comercial en México y generó debates sobre las relaciones modernas y la moralidad. Fue alabada por su dirección, guion y las actuaciones de su elenco.

## Impacto cultural
La película es considerada parte del movimiento del "Nuevo Cine Mexicano", que revitalizó la industria cinematográfica del país a finales del siglo XX y principios del XXI. Contribuyó a abrir el camino para la producción de películas que exploran temas sociales y emocionales de manera profunda.
Además, abrió las puertas a una nueva etapa del cine mexicano, en la que destacaron otras cintas, como Amores perros, El crimen del padre Amaro, Amar te duele y Perfume de violetas, entre otras.
En primer lugar, "Sexo, pudor y lágrimas" capturó la atención del público mexicano al abordar de manera directa y sin tapujos temas tabúes como el sexo, la infidelidad, la amistad y la búsqueda del amor en la era moderna. La trama, centrada en un grupo de amigos que comparten departamento en la Ciudad de México, resonó profundamente en una generación que estaba comenzando a cuestionar y redefinir las normas sociales establecidas. Esto generó un debate y una reflexión sobre los valores contemporáneos y las dinámicas de género en la sociedad mexicana de finales de los 90.
La película también marcó un hito en la cinematografía mexicana al introducir un estilo visual y narrativo fresco, más cercano al cine independiente y menos convencional que las producciones comerciales tradicionales. Este enfoque estético influyó en una nueva generación de cineastas que comenzaron a experimentar con nuevas formas de contar historias y representar la realidad urbana mexicana.
Además, el éxito comercial de "Sexo, pudor y lágrimas" demostró que había una audiencia ávida de contenido nacional que abordara temas universales con autenticidad y profundidad emocional. Esto incentivó a la industria cinematográfica mexicana a diversificar su oferta y a explorar narrativas más arriesgadas y relevantes para las audiencias contemporáneas.
En términos de impacto cultural duradero, la película se convirtió en un referente cultural que perdura hasta la actualidad. Frases icónicas como "el amor es como la gripe, la pegas y te dura una semana" o "nada en exceso, ni la moderación" se volvieron parte del imaginario colectivo y han sido citadas y referenciadas en numerosas ocasiones en la cultura popular mexicana. 

## Diseño de producción
El diseño de producción y arte fue hecho por la ganadora al Ariel Brigitte Broch.

## Música
Como ya es bien sabido el tema "Sexo pudor y lágrimas" es correspondido por Aleks Syntek, aunque el no solo compuso el tema principal, si no que hizo los arreglos y la música instrumental de la película, ósea la banda sonora, dicha banda sonora lo hizo ganar el Ariel a mejor música en el 2000. 

## Taquilla
En cuanto a taquilla, "Sexo, pudor y lágrimas" fue un gran éxito en México y en otros países de habla hispana. Su éxito en taquilla se debió en parte a su guion atrevido y a sus personajes complejos, así como a su habilidad para abordar temas controvertidos de una manera accesible y entretenida. La película no solo fue un éxito comercial, sino que también fue aclamada por la crítica por su tratamiento de temas sociales y su capacidad para conectar con el público. Llegando a dicho éxito con la suma de 115 millones recolectados en taquilla debido a todo el fenómeno que fue para toda una época. 

## Final alternativo
En la versión en DVD, se exploran varias escenas finales alternativas, incluida la de Tomás sobreviviendo a la caída y emergiendo con un yeso en todo el cuerpo. 

## Premios y nominaciones
Premios:
Ariel de Plata
- Mejor actriz (Susana Zabaleta)
- Dirección de arte (Brigitte Broch)
- Música original (Aleks Syntek)
- Guion adaptado[4](Antonio Serrano)
- Ambientación (Francisca Maira)

Premio del Público (XIV Festival Internacional de Cine de Guadalajara).
Nominaciones:
Ariel de Plata 
- Mejor actor (Demián Bichir)
- Mejor coactuación femenina (Mónica Dionne)
- Mejor fotografía (Xavier Pérez Grobet)
- Mejor sonido (Antonio Diego)
- Mejor vestuario (Ruth Zermeño)
- Mejor maquillaje (Carlos Sánchez Serrano)
- Mejor ópera prima (Antonio Serrano)

Premio Mejor Director (1999 Chicago International Film Festival) 

## Secuela (continuación)
La secuela, Sexo, pudor y lágrimas 2, se estrenó el 4 de febrero de 2022 en HBO Max. Todo el elenco de la primera película repite sus papeles a excepción de Demián Bichir, quien aparece en fotografías y flashbacks.

## Conclusión
"Sexo, pudor y lágrimas" no solo fue una película exitosa en términos comerciales, sino que también tuvo un impacto profundo en la manera en que los mexicanos perciben y discuten temas de relaciones personales, sexualidad y urbanidad. Su legado se extiende más allá de la pantalla, influenciando el cine mexicano contemporáneo y dejando una huella significativa en la cultura popular del país. 